# Stephen Wallace Dorsey

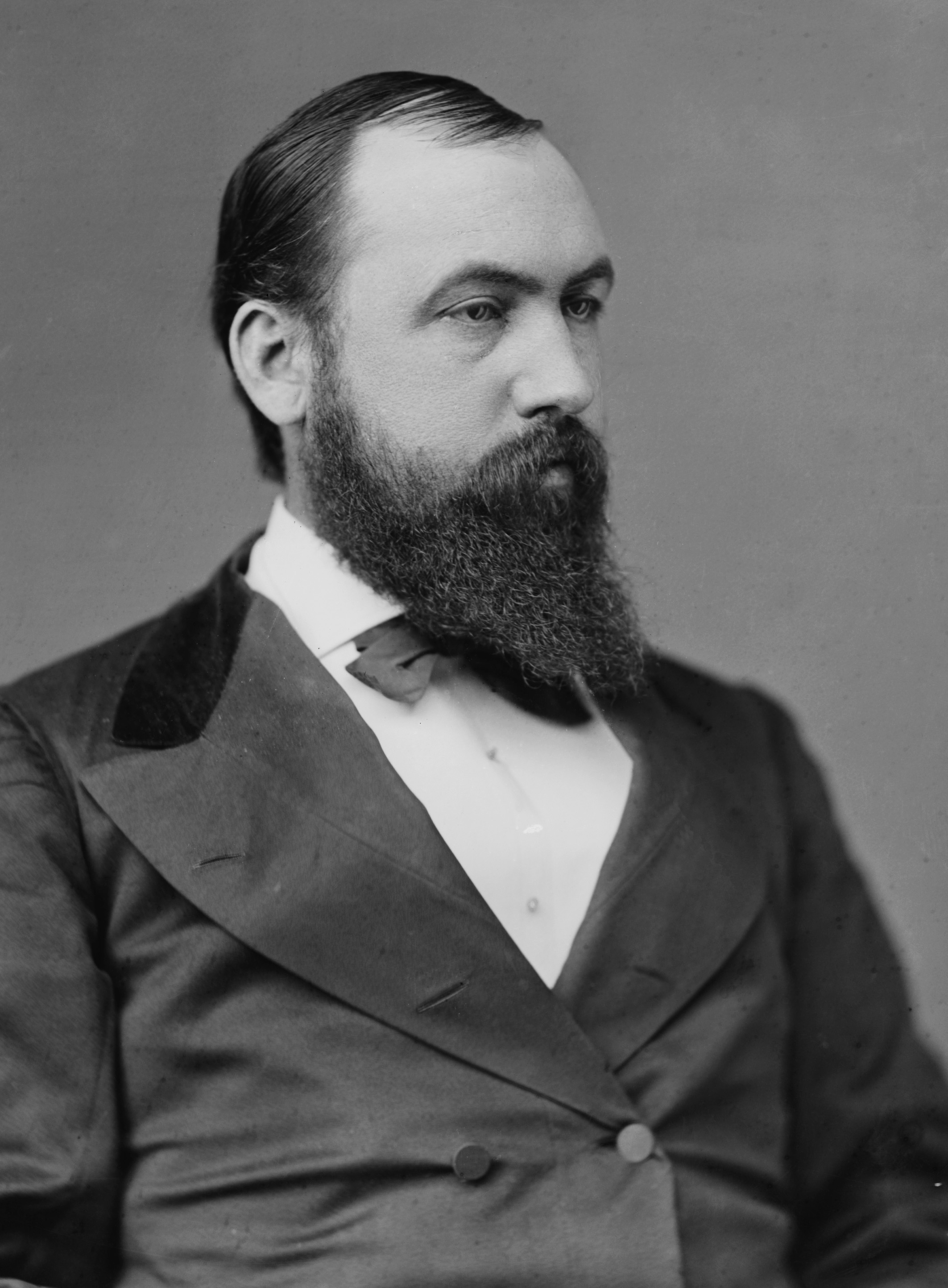
Stephen Wallace Dorsey

Stephen Wallace Dorsey, född 28 februari 1842 i Rutland County, Vermont, död 20 mars 1916 i Los Angeles, Kalifornien, var en amerikansk republikansk politiker och affärsman. Han representerade delstaten Arkansas i USA:s senat 4 mars 1873 — 3 mars 1879.
Dorsey deltog i amerikanska inbördeskriget i nordstatsarmén. Efter kriget blev han chef för järnvägsbolaget Arkansas Railway Co. Han flyttade till Helena, Arkansas och blev en framgångsrik politiker under rekonstruktionstiden. Han kandiderade inte till omval efter en mandatperiod i senaten. Dorsey var 1880 medlem i republikanernas federala partistyrelse Republican National Committee. Dorsey drog snart vidare västerut, först till Mountain Springs i New Mexico-territoriet, sedan till Colorado och till sist stannade han i Los Angeles.
Hans grav finns på Fairmount Cemetery i Denver. Delstatens lagstiftande församling i Arkansas namngav under rekonstruktionstiden ett county efter Stephen Wallace Dorsey. På den tiden hade de radikala republikanerna den politiska makten i delstaten. Demokraterna fick senare majoritet i den lagstiftande församlingen. De kontrade med att ändra namnet från Dorsey County till Cleveland County.